# Neoneura gaida
Neoneura gaida är en trollsländeart som beskrevs av Racenis 1953. Neoneura gaida ingår i släktet Neoneura och familjen Protoneuridae. Inga underarter finns listade i Catalogue of Life.